# Encyrtomphale
Encyrtomphale is een geslacht van vliesvleugeligen uit de familie Eulophidae. De wetenschappelijke naam van dit geslacht is voor het eerst geldig gepubliceerd in 1915 door Girault.

## Soorten
Het geslacht Encyrtomphale is monotypisch en omvat slechts de volgende soort:
- Encyrtomphale parvulicorpus Girault, 1915